# Hrušovany u Brna
Hrušovany u Brna (deutsch Rohrbach) ist eine Gemeinde in Tschechien. Sie liegt 17 Kilometer südlich des Stadtzentrums von Brno und gehört zum Okres Brno-venkov.

## Geographie

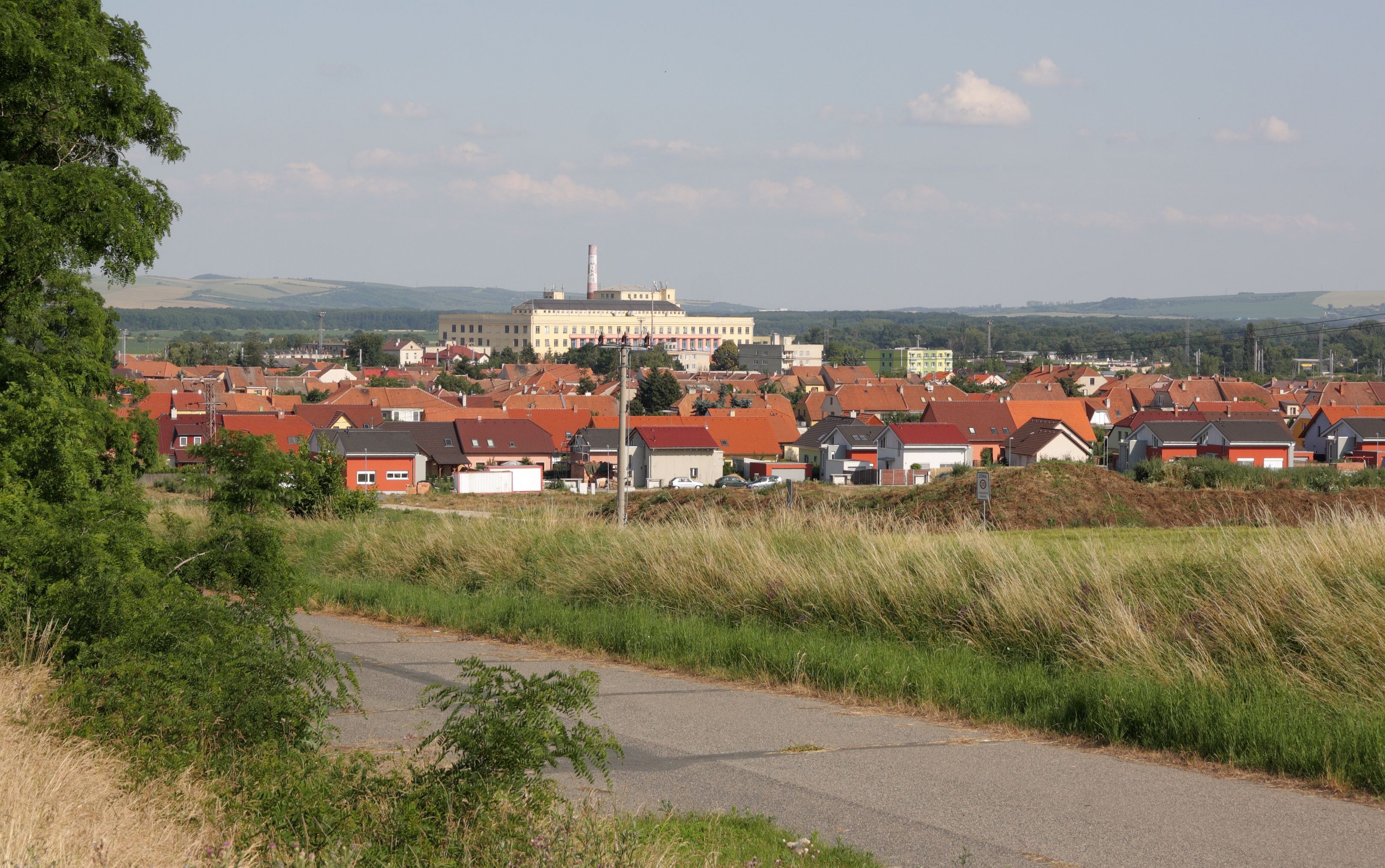
Hrušovany u Brna, Blick von Süden

Hrušovany befindet sich rechtsseitig der Šatava in der südmährischen Thaya-Schwarza-Talsenke. Östlich der Stadt erhebt sich der Výhon (355 m). Im Norden liegt der Stauweiher Šejba. Westlich führt die Schnellstraße R 52 vorbei, dort liegt auch die Abfahrt 17 Bratčice. Im Südwesten liegt ein größeres Kiesabbaugebiet.
Nachbarorte sind Rajhrad im Norden, Vojkovice im Nordosten, Židlochovice im Osten, Unkovice und Žabčice im Süden, Smolín im Südwesten, Medlov im Westen sowie Ledce im Nordwesten.

## Geschichte
Die erste urkundliche Erwähnung des Dorfes erfolgte 1252, als es Boček von Jaroslavice und Zbraslav dem von ihm gegründeten Kloster Saar schenkte. 1563 erteilte der Žďárer Abt Stefan dem Dorf Befreiung von allen Frondiensten. 1606 erwarb das Bistum Olmütz den Ort. 1638 begann Simon Kratzer von Schönsberg mit dem Bau einer Feste, die unvollendet blieb. 1695 erhielt der Ort die Erlebnis zur Anlegung eines Weinberges.
1702 erwarb Philipp Ludwig von Sinzendorf das Dorf. Maximilian von Dietrichstein kaufte Rohrbach 1748. Während der Napoleonischen Krieges durchzogen am 19. November 1805 französische Truppen sowie Kaiser Napoleon Bonaparte mit seinem Stab den Ort. 1819 wurde Albert Kasimir von Sachsen-Teschen Besitzer des Dorfes, das damit an die Habsburger gelangte.
Mit dem Bau der Kaiser-Ferdinands-Nordbahn von Lundenburg nach Brünn durch die Österreichische Nordbahn erhielt Rohrbach 1838 einen Bahnanschluss und Bahnhof. Das führte zur Ansiedlung von Gewerbebetrieben. Zwischen 1881 und 1882 wurde die größte Zuckerfabrik Mährens gebaut.
Im Jahre 1895 entstand die knapp drei Kilometer lange Lokalbahn nach Seelowitz. Infolge die Weltwirtschaftskrise stellte die Zuckerfabrik 1929 den Betrieb ein. 1930 lebten in dem Dorf 1841 Menschen. In den 1930er Jahren erfolgte der zweigleisige Ausbau der Eisenbahn. 1979 wurde der Personenverkehr auf der Eisenbahn nach Židlochovice eingestellt.
Bis in die 1990er Jahre war in Hrušovany der Schuhhersteller Botex ansässig. Das größte und das Ortsbild prägende Industrieobjekt liegt seit der Liquidation der Botex brach. Größte Unternehmen in Hrušovany sind seitdem die Firma Ytong, die Porenbetonsteine herstellt, und die Schuhfabrik Romika Industries. Am 27. April 1997 besuchte Papst Johannes Paul II. den Ort und legte den Grundstein für die neue Kirche, die am 21. August 2004 durch den Brünner Bischof Vojtěch Cikrle geweiht wurde.

## Stadtgliederung
Für die Gemeinde Hrušovany u Brna sind keine Ortsteile ausgewiesen.

## Sehenswürdigkeiten
- Grabstein in Form eines Kyrill- und Method-Kreuzes, angelegt um 1600
- Kirche Jungfrau Maria Königin, erbaut zwischen 1997 und 2004

## Persönlichkeiten
- Zwischen 1882 und 1885 lebten Charlotte und Tomáš Garrigue Masaryk in Hrušovany.